# 恋のかけら
『恋のかけら』（こいのかけら）は、1997年11月1日に発売された奥田民生の7枚目のシングル。
2005年3月24日に12cmシングルとして再発された。

## 解説
- シングル作品としては前作「イージュー★ライダー」より1年4ヶ月ぶりのリリース。ミニアルバム『FAILBOX』から4ヶ月ぶりのリリースとなった。
- カップリング曲は『FAILBOX』収録曲のライブバージョン。ソロ作品でライブ音源が収録されたのはこの作品が初。
- また奥田のシングル作品で初めてアナログ盤が発売された。1997年10月22日に1万枚限定で先行販売され、B面には「イージュー★ライダー」を収録。
- シングルでは今作のみアナログとCDとでジャケットが異なる。CDはライブ演奏中の奥田を正面下から見上げる構図だがアナログ盤はステージを上から見下ろした構図の写真が使われている。なお、再発盤の12cmシングルのジャケットはCDの写真が使われている。

## 収録曲
| 全作詞・作曲・編曲: 奥田民生。 |                    |          |            |      |
| #                              | タイトル           | 作詞     | 作曲・編曲 | 時間 |
| 1.                             | 「恋のかけら」     | 奥田民生 | 奥田民生   | 3:54 |
| 2.                             | 「ロボッチ」(Live) | 奥田民生 | 奥田民生   | 4:32 |
| 合計時間:                      | 合計時間:          | 8:26     |            |      |

### 曲解説
1. 恋のかけら
ABC・テレビ朝日『人気者でいこう!』テーマソング。
トリビュートアルバム『奥田民生・カバーズ』では、サンボマスターがカバーしている。ボーカルの山口によると「メロディがとても美しい曲なので、メロディを強調する為にスローなアレンジにした」とのこと[1]。
2. ロボッチ (Live)
沖縄コンベンションセンター劇場ホール1997年9月6日公演のテイクを収録。

## 収録アルバム
- 股旅 (#1)
- 記念ライダー1号〜奥田民生シングルコレクション〜 (#1)
- BETTER SONGS OF THE YEARS (#2)

## 参加ミュージシャン
- 奥田民生 - ボーカル、ギター
- 古田たかし - ドラムス
- 長田進 - ギター
- 根岸孝旨 - ベース、ハーモニー (#2)
- 斎藤有太 - キーボード
- 河合マイケル - パーカッション (#1)